# Constellation (Plattform)
Constellation war ein Volunteer-Computing-Projekt und gehörte zu den Nachwuchsgruppen der Deutschen Gesellschaft für Luft- und Raumfahrt. Constellation war eine Plattform für Simulationen und Optimieraufgaben aus der Luft- und Raumfahrttechnik.

## Allgemeines
Öffentlich gestartet wurde die Plattform am 12. April 2011 mit der TrackJack-Applikation (Java), die Trajektorienoptimierung (orbitale Bahnformen) durchführt. Weitere Applikationen waren in Planung.
Constellation wurde unter anderem von der DGLR und Rechenkraft.net e. V. unterstützt.
2011 wurde eine Flughöhenoptimierung einer Hybridrakete einer weiteren Stuttgarter DGLR-Nachwuchsgruppe, HyEnD, durchgeführt. Nach weiteren Subprojekten für die Plattform wurde durch eine „Einladungscodes gegen Ideen“-Aktion unter den Freiwilligen gesucht.
Am 28. Dezember 2011 wurde auf dem 28c3 das Projekt „Distributed Ground Station Network“ für das Hackerspace Global Grid vorgestellt, welches bei Constellation und dem Stuttgarter Hackerspace shackspace in Bearbeitung war.
Am 21.–22. April 2012 trug Constellation zusammen mit shackspace NASAs International Space Applications Challenge, ein weltweiter Wettbewerb (sogar auf der Internationalen Raumstation ISS und in der Antarktis) zur Erstellung von Apps zum Lösen weltweiterer Herausforderungen, in Stuttgart aus. Außerdem bewarb sich Constellation für die ESA Summer of Code in Space 2012.
Am 27. Oktober 2012 wird Constellation die SpaceUp Unkonferenz in Stuttgart mitaustragen.
Zum zweijährigen Bestehen der Plattform am 12. April 2013 wurde die zweite Applikation TYCHO gestartet.
Constellation war eines von 177 Open-Source-Organisationen, die 2013 am Google Summer of Code (GSOC) teilnahmen. Beim GSOC programmieren Studenten für diese Organisationen mit der finanziellen Unterstützung durch Google.

## Applikationen
- TrackJack (aktiv) – ein Aufstiegsbahnoptimierer[3]
- TYCHO (aktiv) – ein Flugbahnoptimierer zu den Erde-Mond-Librationspunkten[13]
- Solar System Grand Tour (in Planung) – Routenplanung einer Raumsonde um alle acht Planeten des Sonnensystems und Pluto besuchen zu können. Ziel ist als Erweiterung der Planetary Grand Tour der NASA ausgelegt und soll als Teamarbeit Open-Source-Software werden.[14]